# Capelli Sport
Capelli Sport è un'azienda statunitense di abbigliamento e calzature sportive con sede a New York City, negli Stati Uniti. Fondata nel 2011 dall'imprenditore libanese-americano George Altirs, Capelli Sport ha sedi anche in Europa, Medio Oriente e Africa con Capelli Europe GmbH e in Cina con GMA Shanghai.
Capelli Sport si è concentrata sul mercato del calcio, producendo equipaggiamento calcistico, guanti da portiere e palloni, oltre a capi d'abbigliamento casual - come t-shirt, felpe con cappuccio, giacche e leggings - e accessori, come borse e cappelli. Nel 2022 sono state aggiunte le linee di abbigliamento per il basket e la pallavolo, mentre nel 2023 l'attività si è estesa a baseball, softball, hockey su prato e lacrosse.

## Storia
Nel 2013, Capelli Sport ha siglato una partnership aziendale con i Wilmington Hammerheads, una squadra della United Soccer League PRO, che da allora ha cambiato nome in USL Championship. A partire dal 2021, Capelli Sport è il nuovo fornitore esclusivo di divise e abbigliamento della PRO, un'associazione di arbitri professionisti che dirigono le partite della Major League Soccer.
Capelli Sport possiede e gestisce diversi club di calcio professionistico in tutto il mondo, tra cui il Barnsley Women's FC in Inghilterra, il KFUM Roskilde in Danimarca, l'International Allies FC in Ghana e l'HB Køge in Danimarca. Dopo che Capelli Sport ha iniziato a investire nell'HB Køge, la squadra femminile amatoriale del club è salita rapidamente nei campionati danesi. Cinque promozioni consecutive li hanno portati alla Gjensidige Kvindeliga, la massima serie danese. L'HB Køge gioca attualmente nel Capelli Sport Stadium di Køge, in Danimarca, che è in fase di ristrutturazione e dovrebbe essere completato nel 2025. Lo stadio rinnovato potrà ospitare 7.000 tifosi, comprende una sala VIP e dispone di un campo in erba approvato per le partite della SuperLiga danese, della UEFA e della FIFA.
Capelli Sport ha equipaggiato diverse squadre di calcio, in particolare i club europei AEK Athens, Grasshopper Club Zurich, Pogoń Szczecin, VfL Osnabrück, London City Lionesses e HB Køge. I club con sede negli Stati Uniti includono Colorado Switchbacks, Charlotte Independence, Rhode Island FC, Tampa Bay Sun FC e Carolina Ascent. Capelli Sport è lo sponsor ufficiale delle divise e dell'abbigliamento da campo della USL Super League. Capelli Sport equipaggia attualmente la squadra nazionale della Federazione di Trinidad e Tobago.
Il 15 marzo 2023 Capelli ha stretto una partnership con il Legends FC, squadra con sede negli Stati Uniti, per la stagione 2023. Oltre ad avere a disposizione divise e attrezzature, i calciatori avranno anche accesso ai club europei di Capelli Sport, agli eventi, al coaching, alla formazione e a un club di percorsi per i giocatori attraverso Capelli Sport+.
Nel 2024, la sponsorizzazione di Capelli Sport ha contribuito a lanciare l'U.S. College Club Soccer (USCCS), un'organizzazione nazionale a sostegno delle circa 600 squadre maschili e femminili, gestite da studenti e autorizzate dalle università, che dal 1994 competono per i campionati nazionali di calcio NIRSA.

## Sponsorizzazioni
Di seguito l'elenco delle squadre di calcio professionistiche sponsorizzate da Capelli Sport:

### Maschili e femminili

#### Nazionali
- Samoa americane
- Barbados
- Saint Kitts e Nevis
- Trinidad e Tobago
- Serbia

### Maschili

#### Squadre professionistiche
- Austria Klagenfurt
- Austria Salzburg
- Gabala
- Jablonec
- Barnechea
- Palestino
- Universidad de Concepción
- Coquimbo Unido
- Ñublense
- Šibenik
- Varaždin
- HB Køge
- Herfølge Boldklub
- Viborg FF
- Paide Linnameeskond
- Alemannia Aachen
- SpVgg Bayreuth
- BSG Wismut Gera[10]
- 1. FC Düren
- VfL Osnabrück
- Türkgücü München
- Viktoria Berlin
- Viktoria Köln
- Wehen Wiesbaden
- Inter Allies
- Kotoku Royals
- Atromitos
- Ergotelis
- Sheffield F.C.
- Bray Wanderers
- Utenis Utena
- F91 Dudelange[11]
- Santa Luċija
- Los Cabos
- FC Dordrecht
- Górnik Zabrze
- Pogoń Szczecin
- TSC Bačka Topola
- Brežice 1919
- Los Barrios
- Terrassa
- Amarillo Bombers
- Central Valley Fuego FC[12]
- Charlotte Independence
- Colorado Springs Switchbacks FC
- Duluth
- Florida Tropics SC
- Kansas City Comets
- Legends FC
- Loudoun United FC
- Rhode Island FC
- Spokane Velocity FC
- Utica City FC
- Grasshopper
- Altınordu

### Femminili

#### Squadre professionistiche
- Barnechea
- HB Køge
- AS Monaco FF
- MSV Duisburg
- Viktoria Berlin
- Barnsley
- Coventry United
- London City Lionesses
- Grasshopper Club Zürich